# Janne Goldman
Janne Goldman, egentligen Jan Filip Goldman, född 27 maj 1945 i Gustaf Vasa församling i Stockholm, död 26 augusti 2021 i Malmö Sankt Pauli distrikt, var en svensk rockmusiker och författare.
Goldman bildade 1970 gruppen Gin & Grappo tillsammans med Bosse Johansson. Detta band gjorde sin sista spelning inför ett fullsatt Stockholms Konserthus 1975.

## Diskografi

### Singlar
- Strandflickan/Dyberg (Efel) (1973)
- Förståelse/Benke med Smilet (G-produktion) (1974)

### LP
- Gin & Grappo (G-produktion)
- Gin & Grappo II (CBS) Bland medverkande musiker märks: Benna Sörman, trummor och Åke Eriksson (Dr Åke) dito på Förståelse.
- Day Dream: Dagdröm (Polydor)

### Som Janne Goldman

#### LP
- Rock und Roll Gruppe (R&P 1980)
- Tack, Tack (R&P 1981)
- Respekt (R&P 1982)

#### Singlar
- Clamydia (R&P 1980)
- Mannen i den blå kostymen (1981 Polygram)
- C'est la vie (1982 Sonet) Bland medverkande musiker märks: Klaviaturer: Clarence Öfwerman, Micke Bolyos. Trummor: Pelle Alsing, Olle Romö Bas: Christian Weltman m fl.